# Alen Stevanović
Alen Stevanović (ser. Ален Стевановић, ur. 7 stycznia 1991 w Zurychu) – piłkarz serbski grający na pozycji ofensywnego pomocnika.

## Życiorys

### Kariera klubowa
Swoją karierę piłkarską Stevanović rozpoczął w juniorach klubu FK Radnički Belgrad. Następnie został zawodnikiem FK Radnički Obrenovac i w jego barwach zadebiutował w 2007 w rozgrywkach Srpskiej Ligi Beograd. W Radničkim grał do 2009.
W 2009 Stevanović przeszedł do Interu Mediolan. Grał w nim głównie w zespole Primavery. W Serie A zadebiutował 9 stycznia 2010 w wygranym 4:3 domowym meczu ze Sieną. W 67. minucie tego meczu zmienił Thiago Mottę. Był to jego jedyny mecz ligowy w barwach Interu.
W 2010 Stevanović przeszedł za 2 miliony euro do Torino FC. 23 sierpnia 2010 zadebiutował w nim w Serie B w przegranym 1:2 domowym meczu z AS Varese. W marcu 2011 został wypożyczony do grającego w Major League Soccer, Toronto FC, w którym swój debiut zanotował 26 marca 2011 w domowym meczu z Portland Timbers (2:0). Latem 2011 wrócił do Torino i w sezonie 2011/2012 awansował z nim do Serie A.
W sezonie 2013/2014 Stevanović był wypożyczony do US Palermo, z którym wywalczył awans z Serie B do Serie A. Następnie był też wypożyczony do AS Bari i Spezii Calcio. Latem 2015 przeszedł do Partizana, a w 2018 został zawodnikiem klubu Shonan Bellmare.
12 lutego 2019 podpisał półtoraroczny kontrakt z polskim klubem Wisła Płock.
| Sezon   | Klub                  | Kraj   | Rozgrywki           | Mecze | Bramki |
| ------- | --------------------- | ------ | ------------------- | ----- | ------ |
| 2007/08 | FK Radnički Obrenovac | Serbia | Srpska Liga Beograd | 21    | 8      |
| 2008/09 | FK Radnički Obrenovac | Serbia | Srpska Liga Beograd | 14    | 4      |
| 2009/10 | Inter Mediolan        | Włochy | Serie A             | 1     | 0      |
| 2010/11 | Torino FC             | Włochy | Serie B             | 8     | 0      |
| 2011    | Toronto FC            | Kanada | MLS                 | 12    | 0      |
| 2011/12 | Torino FC             | Włochy | Serie B             | 34    | 3      |
| 2012/13 | Torino FC             | Włochy | Serie A             | 15    | 2      |
| 2013/14 | US Palermo            | Włochy | Serie B             | 21    | 0      |
| 2014/15 | AS Bari               | Włochy | Serie B             | 16    | 1      |
| 2015/16 | FK Partizan           | Serbia | Superliga           | 20    | 3      |
| 2016/17 | FK Partizan           | Serbia | Superliga           | 17    | 2      |

### Kariera reprezentacyjna
W swojej karierze Stevanović wystąpił w jednym meczu reprezentacji Serbii U-21. W dorosłej reprezentacji zadebiutował 12 października 2012 roku w przegranym 0:3 meczu eliminacji do MŚ 2014 z Belgią, rozegranym w Belgradzie. W 67. minucie tego meczu zmienił Zorana Tošicia.